# Deer Woman
"Deer Woman" (Brasil: "Lenda Assassina" ) é o sétimo episódio da primeira temporada da série televisiva Masters of Horror, de 2005. Foi dirigido por John Landis, célebre diretor de cinema.  De acordo com Rodrigo Carreiro, o episódio explora bastante a nudez da deliciosa modelo brasileira Cinthia Moura. Foi lançado em DVD no Brasil pela Paris Filmes com uma qualidade geral [de imagem] considerada fraca.

## Sinopse
Atrás de um belo rosto se esconde uma alma perversa... Após uma onda de mortes bizarras, dois detetives são recrutados para encontrar o assassino. Todas as vítimas encontradas eram homens e foram mutilados até os ossos. Após a análise de laboratório, foi constatado que todos estavam excitados antes de morrer. Um mistério que coloca a vida dos dois detetives em perigo, pois o assassino está mais perto do que eles imaginam.

## Direção
O diretor do episódio, John Landis, é mais reconhecido como um diretor de filmes de comédia. Por isso, é afirmado que o seu status em relação ao gênero do terror é ambíguo e incerto, o que gera dúvidas e questionamentos sobre a sua compatibilidade com o projeto, a considerar que a série se chama Masters of Horror (em português, Mestres do Terror). Jenny Agutter, atriz de Um Lobisomem Americano em Londres, declarou sobre Landis que "não pensa nele como um diretor de filmes de terror".
Em sua carreira, Landis foi responsável pela direção de clássicos cult da comédia como The Kentucky Fried Movie (1977), National Lampoon's Animal House (1978) e The Blues Brothers (1980), e dirigiu também filmes de comédia mais populares como Trading Places (1983), Spies Like Us (1985), ¡Three Amigos! (1986) e Coming to America (1988), estrelados por famosos atores do gênero como Dan Aykroyd, Chevy Chase e Eddie Murphy. Sua produção no terror é limitada ao popular Um Lobisomem Americano em Londres (1981) e Innocent Blood (1992), ambos frequentemente mais encarados como comédias do que propriamente como filmes de terror. Além de seu trabalho como diretor, foi ator, inclusive em vários filmes e séries de terror dirigidas por seus colegas da série Masters of Horror: Spontaneous Combustion (1990) de Tobe Hooper; Psycho IV: The Beginning (1990), Sleepwalkers (1992), The Stand (1994) e Quicksilver Highway (1997), todos de Mick Garris; e Parasomnia (2000) de William Malone.
Assim, Landis joga um pouco com a sua posição de outsider na série e faz críticas sutis ao gênero em seu episódio.

## Influências
Landis declarou que Deer Woman é influenciado pelo clássico Cat People (1942) de Jacques Tourneur. Isso pode ser percebido na medida em que tanto o filme como o episódio giram em torno de figuras monstruosas femininas fortemente sexualizadas, e também no fato que o episódio possui uma cena feita em homanagem a Cat People que é muito similar a uma cena do filme, na qual o protagonista Dwight Farraday pensa que está sendo seguido em uma rua escura, mas que entretanto apresenta um desfecho diferente. Também são apontados como influências os filmes Abbott and Costello Meet Frankenstein e Um Lobisomem Americano em Londres.

## Elenco
- Brian Benben como Dwight Faraday
- Anthony Griffith como Officer Jacob Reed
- Cinthia Moura como The Deer Woman
- Steve Archer
- Sonja Bennett
- Zoltan Buday
- Lisa Marie Caruk
- Julian Christopher
- Ben Cotton
- John Bear Curtis

## Crítica
O média-metragem funciona perfeitamente como um filme-irmão do maior sucesso de Landis, o horror cômico “Um Lobisomem Americano em Londres” (1981).— Rodrigo Carreiro 
Em resumo, este é um dos melhores episódios da série.— Rodrigo Carreiro 
E, apesar dos elementos de horror, A Lenda Assassina é a melhor comédia de Landis em muito tempo. (...) Imaginação aqui é a capacidade de acreditar na lenda, é a potência de origem do filme. A primeira dupla de policiais a investigar o caso abandona-o porque não tem respostas – ou seja, não têm imaginação. Com uma lógica pragmática, a dupla de policiais não consegue conceber a natureza da lenda: ela existe e o objetivo dela é o absurdo. (...) Não há uma explicação racional para a existência de uma mulher bonita com duas patas de cervo que seduz os homens e os mata a coices. Lenda Assassina é um tratado em favor do estatuto da ficção...— Francis Vogner dos Reis 
Há algumas cenas de humor brilhante, especialmente quando a relação entre Faraday e o policial Reed cresce. Além da fisicalidade com que desenvolve as situações, desde o próprio corpo da “deer woman” até como o detetive tenta simular os passos de um veado para recriar seus caminhos. Ou a longa seqüência onde Faraday tenta imaginar todas as formas em que o ato do ataque pode ocorrer, com as mais variadas soluções pro crime. A criatividade de Landis é incrível e seu talento para transformar a mais simples das piadas segue intacto. E por mais que compreenda e monte o filme no ritmo perfeito para a TV, Landis ainda cria um movimento interno do filme, um uso brilhante da trilha, um encaixar de um plano no outro, algo que só alguém que entenda e pratique cinema de verdade seria capaz de criar. (...) John Landis está em forma.— Guilherme Martins 